# Adinolepis apodema
Adinolepis apodema är en skalbaggsart som beskrevs av Arturs Neboiss 1987. Adinolepis apodema ingår i släktet Adinolepis och familjen Cupedidae. Inga underarter finns listade i Catalogue of Life.